# Torocca kloofia
Torocca kloofia är en tvåvingeart som först beskrevs av Townsend 1927.  Torocca kloofia ingår i släktet Torocca och familjen parasitflugor. Inga underarter finns listade i Catalogue of Life.